# 佐々野宏美
佐々野 宏美（ささの ひろみ、1976年1月12日 - ）は、関東地方と長崎県を拠点に活動している日本のフリーアナウンサー。

## 来歴
長崎県出身。長崎日本大学中学校・高等学校、日本大学短期大学部文学科卒業。短大への進学で上京してからは、専門学校東京アナウンス学院にも通っていた。
短大を卒業後、故郷の長崎で5年間フリーアナウンサーとして活動。主に長崎放送 (NBC) の番組でリポーターやラジオパーソナリティを務めていた。
2004年4月に再び上京。以後しばらくはアナウンスの仕事から離れていたが、2007年4月に活動再開する。この当時はジョイスタッフに所属していた。
その後、2011年3月の東日本大震災発生を受け、同年4月から5月まで被災地でのボランティア活動に従事する。そうした活動の中でラジオ放送が見直されていること、そして被災地のはるか西にある長崎では震災への意識・危機感がきわめて薄いことを知る。ラジオパーソナリティである自分が地元のラジオを通じてできることは何かあるのではないかと思い、同年7月に活動拠点を長崎へ戻すことを公表した。以後は東京と長崎を行き来しながら活動している。

## 出演

### テレビ番組
- ウォッチング玄海（長崎文化放送）
- 佐世保市制100周年記念番組（長崎文化放送） - リポーター
- 報道センターNBC（長崎放送）
- テレビ社会科見学（長崎放送） - 案内役
- イチオシ！NBC情報得番（長崎放送） - リポーター
- 万屋テレビ（長崎放送） - MC
- 財部誠一の群馬発！元気情報（群馬テレビ） - リポーター
- 京都パープルサンガ戦中継（KBS京都） - リポーター
- good LIFE magazine（群馬テレビ） - 「ロハスな生活」担当リポーター
- Hometown すぎなみ すぎナビ！（J:COM 東京） - アシスタント（2008年4月 - 2011年3月）
- デイリー横浜（JCNよこはま） - キャスター

### ラジオ番組
- かのかで乾杯（NBCラジオ） - パーソナリティ
- 話し処 ひっこみじ庵（NBCラジオ） - パーソナリティ
- ひろみの生でイキますっ！（NBCラジオ） - パーソナリティ
- 満腹ワイド ラジDONぶり（NBCラジオ） - パーソナリティ。2004年以前に出演経験があり、2011年10月から番組終了までの半年間再び出演していた。
- ぐっとモーニング せ・た・が・や（エフエム世田谷） - 木曜パーソナリティ（2006年4月 - 2010年9月）
- 松本ひでおのショウアップナイターネクスト（ニッポン放送） - 「夕焼け応援団・ザ・プロ野球クイズ」金曜担当リポーター（2007年11月 - 2008年3月）[10]
- Route 847（FMヨコハマ） - 「Find Out」担当リポーター（2010年4月 - 2011年6月）
- up×3（NBCラジオ） - パーソナリティ（2012年1月 - 2013年3月）
- 情報コンビニ 午後ですよ（NBCラジオ） - 月曜パーソナリティ（2012年4月 - 2014年3月）
- 情報コンビニ 午後ゴGO!!（NBCラジオ） - 月曜・火曜パーソナリティ（2014年3月 - 2017年3月）
- ひるかラ!MIX（NBCラジオ） - 月曜・火曜・水曜パーソナリティ（2018年4月 - 2023年3月）[11]
- NBCショッピング（NBCラジオ）
- ONOUE BASE（NBCラジオ）- 月曜 - 金曜パーソナリティ（2023年10月 - )

### ネット配信番組
- 田原総一朗ニコ生特番 6党大激論！ニッポン外交は敗北したか？（ニコニコ生放送、2010年10月7日） - アシスタント
- ニコ生特番 2010年 こんなジャーナリズムで大丈夫か？（ニコニコ生放送、2010年12月29日） - アシスタント
- 田原総一朗 談論爆発！（ニコニコ生放送、2011年5月17日 - ） - アシスタント

### CM
- 圏央道 川島IC - 桶川北本IC間開通（テレビ埼玉、2010年3月1日 - 26日）